# Zelandoperla denticulata
Zelandoperla denticulata är en bäcksländeart som beskrevs av Mclellan 1967. Zelandoperla denticulata ingår i släktet Zelandoperla och familjen Gripopterygidae. Inga underarter finns listade i Catalogue of Life.